# Send Me On My Way
Send Me On My Way – singiel zespołu Rusted Root wydany w 1995 roku. Po raz pierwszy pojawił się na debiutanckim albumie zespołu, zatytułowanym Cruel Sun w 1992. Dwa lata później znalazł się również na albumie When I Woke. Tekst do utworu napisał Michael Glabicki, a muzykę współtworzyli Liz Berlin, John Buynak, Jim Dispirito, Jim Donovan, Patrick Norman i Jennifer Wertz. Singiel został umieszczony na 72 miejscu listy Hot 100 magazynu Billboard.

## Odniesienia w kulturze masowej
Send Me On My Way był wykorzystywany w ścieżkach dźwiękowych do licznych filmów i seriali telewizyjnych. Oto niektóre produkcje, w których użyto utworu:
- Matylda – 1996
- Ich pięcioro – 1996
- Sztuka latania – 1998
- Epoka lodowcowa – 2002
- Zakochany wilczek – 2010
- Chuck – 2011
- Jess i chłopaki – 2012